# 胡塔 (溫基夫齊市鎮)
胡塔（烏克蘭語：Гута）是位於烏克蘭西部的村莊，由赫梅利尼茨基州裡赫梅利尼茨基區的溫基夫齊市鎮負責管轄。該村始建於1611年，面積0.66平方公里，海拔高度268米，2001年人口131，人口密度每平方公里197.3人。